# Newport (Washington)
Pour les articles homonymes, voir Newport.
La ville de Newport est le siège du comté de Pend Oreille, situé dans l’État de Washington, aux États-Unis. Sa population s’élevait à 2 126 habitants lors du recensement de 2010, estimée à 2 140 habitants en 2017.